# Эль-Айят
Эль-Айят (араб. العياط‎) — город на севере Египта, расположенный на территории мухафазы Эль-Гиза.

## Географическое положение
Город находится на востоке мухафазы, на левом берегу Нила, на расстоянии приблизительно 36 километров к северо-западу от Эль-Гизы, административного центра провинции. Абсолютная высота — 13 метров над уровнем моря.

## Демография
По данным переписи 2006 года численность населения Эль-Айята составляла 34 586 человек.
Динамика численности населения города по годам:
| 1996   | 2006   | 2018   |
| ------ | ------ | ------ |
| 28 385 | 34 586 | 44 171 |

## Транспорт
Ближайший крупный гражданский аэропорт — Международный аэропорт Каира.